# 장동혁 (정치인)
장동혁(張東赫, 1969년 6월 2일~)은 대한민국의 관료, 법조인, 정치인이다. 제21·22대 국회의원이다.

## 학력
- 대창국민학교 졸업
- 웅천중학교 졸업
- 대천고등학교 졸업
- 서울대학교 사범대학 불어교육과 학사

## 경력
- 1991년: 제35회 행정고시 합격
- 교육청 사무관
- 2001년: 제43회 사법시험 합격
- 2004년: 사법연수원 33기 수료
- 2006년 2월: 대전지방법원 판사
- 2007년 2월: 대전지방법원 서산지원 판사
- 2009년 2월: 대전지방법원 가정지원 판사
- 인천지방법원 판사
- 2016년 2월~2018년 2월: 국회 파견 판사
- 2018년: 서울중앙지방법원 판사
- 2019년 2월~2020년 1월: 광주지방법원 부장판사
- 법무법인 윈(WIN) 대표변호사
- 2020년 5월~2020년 9월: 미래통합당 대전광역시당 유성구 갑 당원협의회 위원장
- 2020년 7월~2020년 9월: 미래통합당 대전광역시당 위원장
- 2020년 9월~2022년 4월: 국민의힘 대전광역시당 유성구 갑 당원협의회 위원장
- 2020년 9월~2021년 7월: 국민의힘 대전광역시당 위원장
- 2022년: 윤석열 대통령 대전 선대위 공동선대위원장
- 2022년 4월~2022년 5월: 제8회 전국동시지방선거 국민의힘 대전광역시장 예비후보
- 2022년 5월~2022년 6월: 2022년 6월 재보궐선거 국민의힘 충남 보령시·서천군 국회의원 후보
- 2022년 6월 1일: 2022년 6월 재보궐선거 당선(충남 보령시·서천군, 국민의힘, 초선)
- 2022년 9월~2023년 12월: 국민의힘 원내대변인
- 2022년 9월: 국민의힘 MBC 편파조작방송 진상규명 TF 위원
- 2022년 9월~: 국민의힘 충청남도당 보령시·서천군 당원협의회 위원장
- 2022년 10월~2022년 10월: 국민의힘 당 국회부의장 후보자 선출 선거관리위원회 위원
- 2022년 10월: 국민의힘 법률자문위원회 수석부위원장
- 2022년 12월~2022년 12월: 국민의힘 당 상임위원장 후보자 선출 선거관리위원회 위원
- 2022년 12월~2023년 1월: 국민의힘 당대표 및 최고위원 선출을 위한 중앙당 선거관리위원회 위원
- 2023년 3월~2023년 4월: 국민의힘 원내대표와 국회 운영위원장 선출을 위한 선거관리위원회 위원
- 2023년 3월: 국민의힘 민생희망특별위원회 위원
- 2023년 12월~2024년 4월: 국민의힘 사무총장
- 2023년 12월~2024년 4월: 국민의힘 총선기획단 단장
- 2023년 12월~2024년 4월: 국민의힘 공정선거 제도개선 특별위원회 위원
- 2024년 1월~2024년 3월: 국민의힘 4·10 국회의원 선거 및 재보궐 선거를 위한 공천관리위원회 부위원장
- 2024년 3월~2024년 4월: 국민의힘 대한민국 제22대 국회의원 선거 중앙선거대책위원회 총괄선거대책본부장
- 2024년 3월~2024년 4월: 대한민국 제22대 국회의원 선거 국민의힘 충청남도당 선거대책위원회 공동선대위원장
- 2024년 4월 10일: 대한민국 제22대 국회의원 선거 당선(충남 보령시·서천군, 국민의힘, 재선)
- 2024년 5월~2024년 6월: 국민의힘 원내수석대변인
- 2024년 6월~2024년 7월: 국민의힘 정책위원회 산하 시급한 민생 현안 해결을 위한 재정·세제개편특별위원회 위원
- 2024년 7월~2024년 12월: 국민의힘 수석최고위원
- 2024년 7월~2025년 6월: 국민의힘 사기 탄핵 공작 진사규명 태스크포스 위원장
- 2024년 9월~: 국민의힘 법률자문위원회 수석부위원장
- 2024년 9월~: 우원식 국회의장 직속 국회세종의사당건립위원회 위원
- 2024년 9월~: 국민의힘 호남동행 국회의원 발대식 명예의원(전라남도 담양군)
- 2025년 4월~2025년 5월: 국민의힘 제21대 대통령 선거준비위원회 위원
- 2025년 4월~2025년 5월: 국민의힘 김문수 제21대 대통령 선거 경선후보 문수 대통 김문수 승리캠프 총괄선대본부장
- 2025년 5월~2025년 6월: 제21대 대통령 선거 국민의힘 김문수 대통령 후보 상황실장

### 의정 활동
- 2022. 6.~2024. 5. 제21대 국회의원(충남 보령시·서천군, 국민의힘, 초선)
  - 2022. 7.~2024. 5: 제21대 국회 후반기 법제사법위원회 위원
    - 제21대 국회 후반기 법제사법위원회 법안심사제1소위원회 위원

  - 2022. 7.~2023. 5. 제21대 국회 후반기 예산결산특별위원회 위원
    - 제21대 국회 후반기 예산결산특별위원회 예산소위원회 위원

  - 2022. 7.~2022. 10. 제21대 국회 민생경제안정특별위원회 위원
  - 2022. 8.~2024. 5. 제21대 국회 정치개혁특별위원회 위원
    - 제21대 국회 정치개혁특별위원회 국회선진화소위원회 위원

  - 2022. 8.~2022. 11. 제21대 국회 대법관(오석준) 임명 동의에 관한 인사청문특별위원회 위원
  - 2022. 9.~2024. 5. 제21대 국회 후반기 국회운영위원회 위원
    - 제21대 국회 후반기 국회운영위원회 국회운영개선소위원회 위원

  - 2022. 12.~2023. 4. 제21대 국회 윤리특별위원회 위원
    - 제21대 국회 윤리특별위원회 제2소위원회 위원

  - 2023. 6.~2024. 5. 제21대 국회 후반기 예산결산특별위원회 위원
    - 제21대 국회 후반기 예산결산특별위원회 결산심사소위원회 위원
    - 제21대 국회 후반기 예산결산특별위원회 예산안등조정소위원회 위원

  - 2023. 6.~2023. 7. 제21대 국회 대법관(권영준·서경환) 임명 동의에 관한 인사청문 특별위원회 위원
  - 2023. 9.~2023. 10. 제21대 국회 대법원장(이균용) 임명 동의에 관한 인사청문특별위원회 위원
- 2024. 5.~ 제22대 국회의원(충남 보령시·서천군, 국민의힘, 재선)
  - 2024. 6.~2025. 6. 제22대 국회 전반기 법제사법위원회 위원
    - 제22대 국회 전반기 법제사법위원회 법안심사제1소위원회 위원
    - 제22대 국회 전반기 법제사법위원회 예산결산기금심사소위원회 위원

  - 2024. 6.~2024. 7. 제22대 국회 전반기 예산결산특별위원회 위원
  - 국회 글로벌외교안보포럼 구성의원
  - 지속 가능 성장을 위한 구조개혁 실천 포럼 구성의원
  - 2024. 12.~ 제22대 국회 전반기 순직 해병 수사 방해 및 사건 은폐 등의 진상규명을 위한 국정조사특별위원회 위원
  - 2025. 2.~2025. 2. 윤석열정부의 비상계엄 선포를 통한 내란 진상규명 국정조사 특별위원회 위원
  - 2025. 6.~2025. 7. 제22대 국회 전반기 법제사법위원회 간사
    - 제22대 국회 전반기 법제사법위원회 법안심사제1소위원회 위원
    - 제22대 국회 전반기 법제사법위원회 법안심사제1소위원회 위원장
    - 제22대 국회 전반기 법제사법위원회 예산결산기금심사소위원회 위원

  - 2025. 6.~ 제22대 국회 예산결산특별위원회 위원
  - 2025. 7.~2025. 7. 제22대 국회 헌법재판소재판관후보자를 겸하는 헌법재판소장(김상환) 임명동의에 관한 인사청문특별회 간사
  - 2025. 7.~ 제22대 국회 전반기 산업통상자원중소벤처기업위원회 위원

## 역대 선거 결과
|  | 40.34% |

|  | 51.01% |

|  | 51.50% |

## 소속 정당
| 소속 정당 | 소속 정당  | 소속 기간 | 비고      |
| --------- | ---------- | --------- | --------- |
|           | 자유한국당 | 2020      | 정계 입문 |
|           | 미래통합당 | 2020      | 합당      |
|           | 국민의힘   | 2020~현재 | 당명 변경 |

## 같이 보기
- 보령시·서천군
- 보령시의 국회의원
- 서천군의 국회의원